# Astragalus andreji
Astragalus andreji es una especie de planta del género Astragalus, de la familia de las leguminosas, orden Fabales.
Fue descrita científicamente por R. Ya. Rzazade.